# Ріасор
«Ріасор» або «Естадіо Муніципаль де Ріасор» (ісп. Estadio de Riazor) — багатофункціональний стадіон у Ла-Коруньї, Іспанія, домашня арена ФК «Депортіво».
Стадіон побудований у 1940 році. Матчі приймає з 1944 року. У 1982 та протягом 1995—1998 років стадіон реконструйовувався у рамках підготовки до Чемпіонату світу з футболу 1982 року та підведення стадіону до вимог Ліги чемпіонів УЄФА.  2016 року стадіон було вчергове реконструйовано, в результаті чого кількість місць на трибунах досягла 34 600. 
У 2003 році було представлено проєкт нового стадіону «Ріасор», однак згодом його впровадження  було призупинено.
На стадіоні проводилися матчі Чемпіонату світу з футболу 1982 року.